# Narod (portal)
Narod je hrvatski mrežni portal u vlasništvu Udruge U ime obitelji, osnovan početkom 2014. Glavna urednica je Ivana Josipović.

## O portalu
Portal ima osam kronika (Hrvatska, gospodarstvo, kultura, šport, zdravlje, EU, svijet, dom i obitelj). Na njemu redovito piše pet kolumnista (Barbara Jonjić, Silvana Oruč Ivoš, Hrvoje Pende, Gordana Zelenika i Tihomir Dujmović), a objavljuje i kolumne s drugih portala. Svakodnevno objavljuje događaje koji su se zbili na današnji dan, a na početnoj stranici ima i rubriku "Glas naroda".

## Kontroverzije
U svibnju 2014. godine, tadašnji zagrebački gradonačelnik Milan Bandić, mimo natječaja je uplatio 120 000 kuna novoosnovanom portalu narod.hr zbog "promicanja javnosti rada gradske uprave".